# Come Over When You're Sober, Pt. 1
Come Over When You're Sober, Pt. 1 je první studiové album amerického rappera Lil Peepa, jediné vydané za jeho života. Vydáno bylo 15. srpna 2017 společností First Access Entertainment a na jeho produkci se podíleli Smokeasac a IIVI. Dále se na albu podíleli například Rob Cavallo či baskytarista Juan Alderete. Po vydání se deska umístila v hitparádě pouze jedné země (Česko), a to konkrétně na 56. příčce. Peep zemřel tři měsíce po vydání desky, dne 15. listopadu 2017. Následně se album umístilo v hitparádách v řadě dalších zemí, včetně Spojených států amerických, kde dosáhlo na 38. místo hitparády Billboard 200. Vydání alba bylo původně naplánováno na 1. září 2017, Lil Peep jej však nakonec vydal dřív.

## Seznam skladeb
| Pořadí | Název              | Délka |
| ------ | ------------------ | ----- |
| 1.     | Benz Truck         | 2:40  |
| 2.     | Save That Shit     | 3:51  |
| 3.     | Awful Things       | 3:34  |
| 4.     | U Said             | 3:44  |
| 5.     | Better Off (Dying) | 2:34  |
| 6.     | The Brightside     | 3:36  |
| 7.     | Problems           | 3:29  |